# Constitution Yusin
 (février 2017).
Si vous disposez d'ouvrages ou d'articles de référence ou si vous connaissez des sites web de qualité traitant du thème abordé ici, merci de compléter l'article en donnant les références utiles à sa vérifiabilité et en les liant à la section « Notes et références ».
Park Chung-Hee fait voter la constitution Yusin par référendum en octobre 1972. Elle est approuvée à 92,3 % par l'assemblée. La Corée du Sud reste sous cette constitution durant 7 ans. L’assassinat de Park Chung-Hee en octobre 1979 mettra fin à cette politique à la fois autoritaire et totalitaire.

## Contexte politique
Avec l’arrivée au pouvoir de Richard Nixon en 1968, le président américain réduit l’engagement militaire américain dans le monde. Cette doctrine Nixon provoque une peur de la guerre entre le Nord et le Sud de la Corée, ces derniers étant en situation de cessez-le-feu. Park Chung-Hee impose alors de nouvelles règles prônant la sécurité nationale, le respect de l’autorité de l’ordre dans une gouvernance robuste et solide. C’est la constitution Yusin.

## Principes
La constitution prévoit la réorganisation de l’administration coréenne en plaçant les forces militaires au cœur de l’échiquier politique. Elle permet au président d’obtenir :
- un pouvoir exécutif absolu ;
- un pouvoir législatif avec la nomination d’un tiers des sièges au parlement ;
- un pouvoir judiciaire avec la nomination de tous les juges d’instruction.

La durée du mandat présidentiel est portée à 6 ans sans limite du nombre de mandats. Les candidats à la présidentielle sont choisis par les ministres, eux-mêmes élus par le président en fonction.
Mais ce régime, confiant les trois pouvoirs à un seul homme, n’est pas approuvé par tous les Coréens. De plus, la constitution a favorisé la création des chaebols tout en imposant de longues heures de travail aux ouvriers. Ainsi, l’adoption de ce régime a provoqué de nombreuses manifestations. Les forces armées sont systématiquement lancées contre les opposants. Ces derniers sont réprimés, torturés, voire exécutés. Les médias sont censurés. La liberté d’expression a disparu.